# Kambajawa
Kambajawa is een bestuurslaag in het regentschap Oost-Soemba van de provincie Oost-Nusa Tenggara, Indonesië. Kambajawa telt 10.436 inwoners (volkstelling 2010).